# Saobi
Saobi is een bestuurslaag in het regentschap Sumenep van de provincie Oost-Java, Indonesië. Saobi telt 3063 inwoners (volkstelling 2010).